# 角野町
角野町（すみのちょう）は愛媛県東予地方の新居郡にあった町である。
1959年（昭和34年）に新居浜市に編入合併され、自治体としては消滅した。現在の新居浜市の南部の扇状地上に位置する。地元で「上部」（じょうぶ）と呼ばれる新居浜市南部地域の一部。

## 地理
現在の新居浜市の南部。国領川、尻無川、種子川などによって形成された扇状地上に位置し、新居浜市市街地を望むことができる。
山
なし
河川
国領川、尻無川、種子川
村名の由来
角村という地名は鎌倉時代から見える名である。

## 歴史

### 略史
中世
- 南北朝時代、松木氏が生子山城を築いた。

近世
- 西条藩領。
- 江戸時代半ばに西条藩領から幕府領にかわる。

明治以降
- 1878年（明治11年） - 喜光地に西条警察署角野分署設置。
- 1887年（明治20年） - 角野尋常小学校開設。
- 1890年（明治23年） - 立川簡易小学校開設。
- 1892年（明治25年） - 立川簡易小学校を角野尋常小学校に統合。
- 1893年（明治26年） - 別子鉱山鉄道開通。
- 1916年（大正5年） - 別子銅山の採鉱本部が宇摩郡別子山村から大字立川山の東平（とうなる）に移され東平は発展を遂げた。
- 1928年（昭和3年） - 大山積神社を山根に遷座。
- 1928年（昭和3年） - 山根に住友の社員体育施設として角野グランド設置。
- 1929年（昭和4年） - 別子銅山の採鉱本部が東平から端出場（はでば）に移転、山根に社員住宅が設置される。
- 1947年（昭和22年） - 角野国民学校が角野小学校へ、私立井華東平小学校となる。
- 1947年（昭和22年） - 角野中学校開設。
- 1950年（昭和25年） - 町内に昭和天皇の戦後巡幸。角野小学校校庭に角野町奉迎場を設けて昭和天皇を迎えた[1]。
- 1960年（昭和35年） - 国領川に角野新田橋架設。
- 1962年（昭和37年） - 篠場に愛媛県立新居浜西高等学校角野分校開設（現在の愛媛県立新居浜南高等学校）。

### 村の沿革
- 明治初期 - 東角野と西角野の合併により角野村発足。
- 1889年（明治22年） - 町村制施行により新居郡角野と立川山の2村が合併して、新居郡角野村として発足。大字角野に役場をおく。
- 1939年（昭和14年）10月1日 - 角野村が町制施行し、角野町となる。
- 1959年（昭和34年）4月1日 - 新居浜市に編入合併し、角野町は自治体としては消滅した。

```
角野町の系譜
（町村制実施以前の村）（明治期）　　　　　　　　　　　　　　（昭和の合併）　　　　　（平成の合併）
　　　　　　　　　　　町村制施行時
角野　━━━┓　　　　　　　　　　　　　え
　　　　　　┣━━角野村━━━━━━━━角野町━━━━━━━━━━━━━┓く
立川山━━━┛　　　　　　　　　　　　　　　　　　　　　　　　　　　　　┃昭和34年43月1日
　　　　　　　　　　　　　あ　　　　い　　　　　　　　か　　　　　　　　┃編入
　　　　　　　　　新居浜村━新居浜町┳新居浜市━━━━┳━━━┳━━┳━┻━━━━━┳━現在に至る
　　　　　　　　　金子村━━━━━━┫　　      　　　┃　　　┃　　┃　　　　　　　┃
　　　　　　　　　高津村━━━━━━┛　        　　　┃　　　┃　　き　　　　　　　┃け
　　　　　　　　　大島村━━━━━━━━━━━━━━━┫　　　┃　境界変更　　　　　┃編入
　　　　　　　　　多喜浜村━━━━━━━━━━━━━━┫　　　┃　　　　　　　　　　┃
　　　　　　　　　神郷村━━━━━━━━━━━━━━━┫　　　┃　　　　　　　　　　┃
　　　　　　　　　垣生村━━━━━━━━━━━━━━━┛　　　┃　　　　　　　　　　┃
　　　　　　　　　　　　　　　　　　　　う　　　　　　　　　　┃　　　　　　　　　　┃
　　　　　　　　　泉川村━━━━━━━━泉川町━━━━━━━━┫　　　　　　　　　　┃
　　　　　　　　　船木村━━━━━━━━━━━━━━━━━━━┫　　　　　　　　　　┃
　　　　　　　　　大生院村━━━━━━━━━━━━━━━━━━┫　　　　　　　　　　┃
　　　　　　　　　　　　　　　　　　　　お　　　　　　　　　　┃　　　　　　　　　　┃
　　　　　　　　　中萩村━━━━━━━━中萩町━━━━━━━━┛　　　　　　　　　　┃
　　　　　　　　　　　　　　　　　　　　　　　　　　　　　　　　　　　　　　　　　　┃
　　　　　　　　　別子山村━━━━━━━━━━━━━━━━━━━━━━━━━━━━━┛

あ　明治41年1月1日　新居浜村が町制施行し新居浜町となる
い　昭和12年11月3日　新居浜町が金子村、高津村と合併、市制施行し新居浜市となる
う　昭和14年3月10日　泉川村が町制施行し、泉川町となる
え　昭和14年10月1日　角野村が町制施行し、角野町となる
お　昭和17年4月1日　中萩村が町制施行し、中萩町となる
か　昭和28年5月3日　新居浜市が、大島村、多喜浜村、神郷村、垣生村を編入
き　昭和31年9月28日　大生院の一部が西条市へ境界変更
く　昭和34年4月1日　新居浜市が、角野町を編入
け　平成15年4月1日　新居浜市が、宇摩郡別子山村を編入

（注記）角野町以外の合併以前の系譜はそれぞれの市町村の記事を参照のこと。

```

## 地域
合併前の旧2か村がそのまま大字となった。
角野（すみの）、立川山（たつかわやま）
現在の新居浜市の概ね下記の町丁の地域。
土橋二丁目の一部、中村二丁目のごく一部、中村三丁目の一部、中村四丁目の一部、御蔵町の大部分、喜光地町二丁目、西泉町、西連寺町、篠場町、山田町、山根町、中西町、宮原町、中筋町、北内町、吉岡町、角野新田町、角野及び立川町

## 産業
長らく農業中心であったが、別子銅山で栄え、農業者の割合は他の町村に比べて少なかった。喜光地は金毘羅街道と鉱山道との交点に位置し、料理飲食店を含む商店街が発達し、鉱山景気のよい時には近傍からの買い物客で大いに賑わった。また、山主も多かった。

## 教育
- 角野小学校
- 角野中学校

## 交通
かつては鉱山鉄道があった。国鉄の最寄り駅　新居浜駅
金毘羅街道が当町の北端を東西に横断している。現在の国道の旧道。

## 名所
- 瑞応寺